# Instituto Edward Grey de Ornitología de Campo

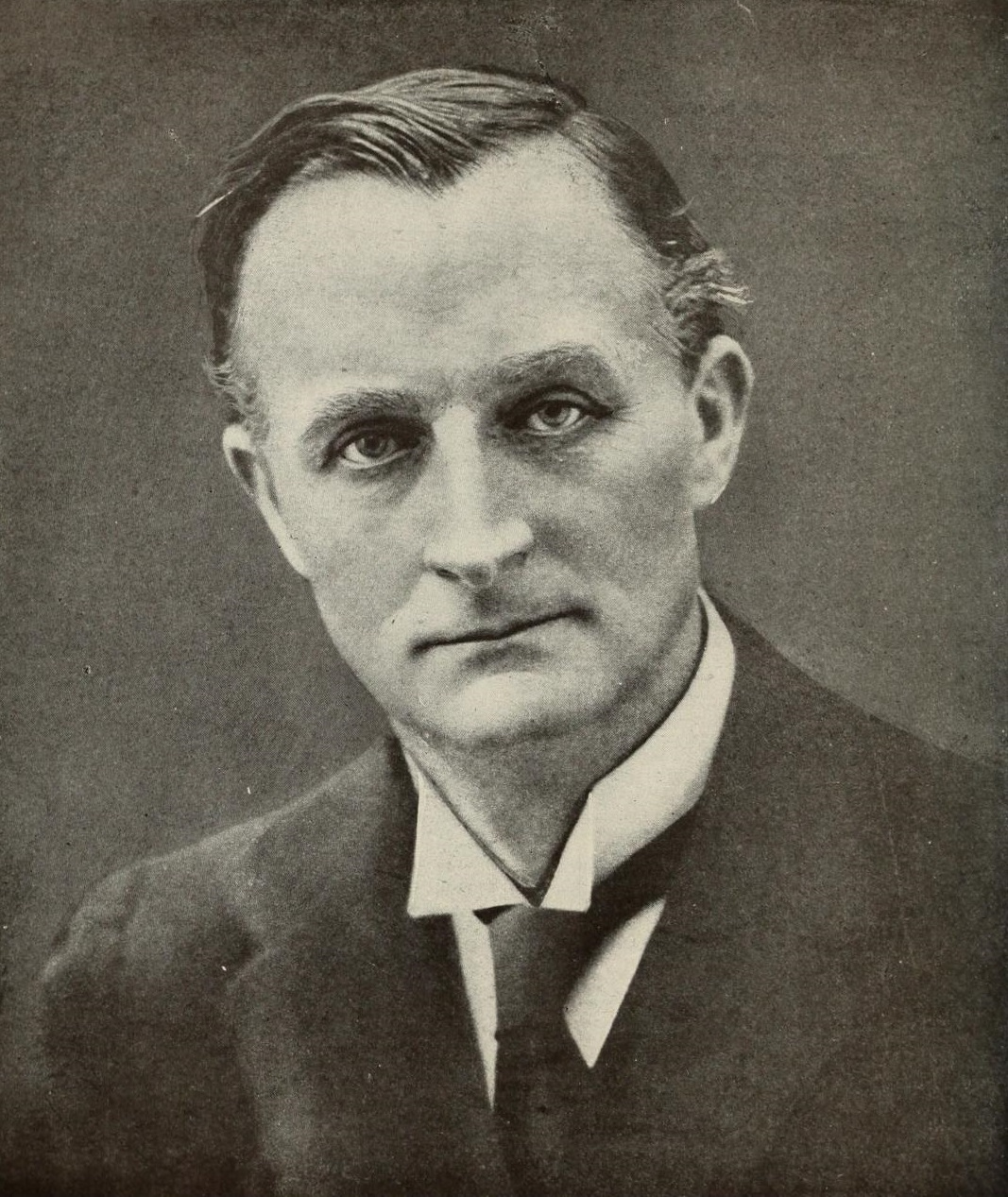
Edward Gray, primer vizconde Gray de Fallodon, por el cual se nombra al Instituto Edward Gray.

El Edward Grey Institute of Field Ornithology de la Universidad de Oxford es una organización académica que realiza investigaciones en ornitología, ecología de la evolución y biología de la conservación haciendo énfasis en la comprensión de los organismos en sus hábitats naturales. Lleva su nombre en honor de Edward Grey, un político y ornitólogo.
El instituto alberga la Alexander Library, supuestamente la mejor biblioteca de ornitología de Europa y una de las mejores del mundo que lleva su nombre en honor de W. B. Alexander.

## Historia
El Instituto fue fundado en 1938, principalmente con fondos del British Trust for Ornithology (BTO).
En 1947, entró a formar parte del nuevo departamento de Estudios Zoológicos de Campo de la Universidad de Oxford y el BTO volvió a centrarse en programas de estudios basados en ornitólogos aficionados. 
David Lack realizó sus estudios sobre el Carbonero común (Parus major), el Petirrojo (Erithaculus rubecula) y otras aves como director del Instituto. 